# Dìdi
Dìdi, auch Dìdi (弟弟), ist ein US-amerikanischer Spielfilm von Sean Wang aus dem Jahr 2024. Die Uraufführung des Coming-of-Age-Films mit Izaac Wang in der Hauptrolle erfolgte im Januar 2024 beim 40. Sundance Film Festival. Dort wurde das Werk in den US-amerikanischen Spielfilmwettbewerb eingeladen. Der Kinostart in Deutschland erfolgte Mitte August 2024.

## Handlung
Fremont (Kalifornien) im Sommer 2008: Der 13-jährige taiwanisch-amerikanische Junge Chris genießt den letzten Ferienmonat, bevor er auf die High School wechseln wird. Das Verhältnis zu seiner Mutter Chungsing ist aufgrund ihres unterschiedlichen Kulturkreises und des großen Altersunterschieds angespannt. Chris beschließt, Dinge zu erlernen, die ihm seine Familie nicht beibringen kann. Dazu zählen Skateboarding, Flirten und wie man die eigene Mutter lieben kann. Er lernt erstmals Liebeskummer kennen, alte Freundschaften zerbrechen und neue werden geschlossen. Auch stecken die sozialen Medien noch in den Kinderschuhen.

## Hintergrund
Dìdi ist das Spielfilmdebüt des preisgekrönten Kurzfilmregisseurs Sean Wang, für das er auch das Drehbuch verfasste. Er war wie seine Hauptfigur ebenfalls im kalifornischen Fremont aufgewachsen. Seine Ausgangsidee war, eine Geschichte wie Stand by Me an einen Ort zu verpflanzen, den er kannte. Gleichzeitig wollte Wang Menschen auftreten lassen, die so aussahen, sprachen und sich fühlten wie die Kinder, mit denen er aufgewachsen war. Der Titel Dìdi bedeutet so viel wie „kleiner Bruder“ in der Sprache Mandarin. Das Wort wird laut Wang auch als Kosename von chinesischen Eltern für ihre jüngeren Söhne verwendet.
Die Dreharbeiten begannen ab Mitte August 2023 an Originalschauplätzen. Die Hauptrollen übernahmen Izaac Wang, Joan Chen, Shirley Chen sowie Wangs eigene Großmutter Chang Li Hua. An dem Projekt war der Oscar-nominierte Produzent Carlos López Estrada (Raya und der letzte Drache) beteiligt.

## Veröffentlichung und Rezeption
Die Weltpremiere von Dìdi fand am 19. Januar 2024 im Hauptwettbewerb des Sundance Film Festivals statt. Im Online-Katalog priesen die Veranstalter das Werk als „beeindruckendes Regiedebüt“. Dìdi sei sowohl ein „bewegender Liebesbrief an Eltern mit Migrationshintergrund als auch eine spielerische Auseinandersetzung mit unseren unsicheren Wegen ins Erwachsensein“. Der Kinostart in Deutschland war am 15. August 2024.

## Auszeichnungen
Dìdi erhielt beim Sundance Film Festival 2024 eine Einladung in den Wettbewerb um den Großen Preis der Jury für den besten amerikanischen Spielfilm.